# William Ewart Napier
William Ewart Napier (* 17. Januar 1881 in East Dulwich, Surrey; † 6. September 1952 in Washington, D.C.) war ein US-amerikanischer Schachmeister englischer Herkunft.

## Leben
Seine Eltern emigrierten in die USA, als er fünf Jahre alt war. Seit 1895 lebte er in Brooklyn und kam dort in Kontakt mit einigen der besten Schachspieler des Landes. Seine ersten Erfolge hatte er bei Simultanvorstellungen, u. a. schlug er im Dezember 1894 den amtierenden USA-Meister Jackson Whipps Showalter. Anfang 1896 wurde er, trotz seines jugendlichen Alters, als Mitglied des Brooklyn Chess Club akzeptiert. Im selben Jahr besiegte er den späteren Großmeister Frank James Marshall in einem Match vernichtend mit 7:1 bei drei Remisen. 1897 gelang es ihm, eine Turnierpartie gegen Ex-Weltmeister Wilhelm Steinitz zu gewinnen.
Anfang 1899 reiste Napier nach Europa, um dort Musik zu studieren, und besuchte dabei Schachklubs in London, Paris und Berlin. 1900 kehrte er in die USA zurück und ließ sich in Pittsburgh nieder. Dort leitete er die Schachkolumne der Zeitung Pittsburg Dispatch. 1901 belegte er bei einem Meisterturnier in Buffalo den mit Eugene Delmar geteilten 2. Platz, hinter dem Turniersieger Harry Nelson Pillsbury, aber noch vor Marshall. Dieser Erfolg ermutigte ihn, in den folgenden Jahren an einigen internationalen Meisterturnieren teilzunehmen. Er spielte 1902 in Monte Carlo und Hannover sowie in Cambridge Springs 1904. Zwar konnte er gegen starke Konkurrenz keines dieser Turniere gewinnen, erhielt aber jeweils einen Sonderpreis für brillant gespielte Partien. Im Juli 1904 besuchte er ein weiteres Mal England und gewann dort ein gut besetztes Turnier in London vor Richard Teichmann, Joseph Henry Blackburne und Isidor Gunsberg. Anschließend nahm er an der britischen Meisterschaft in Hastings teil, bei der er wegen seiner englischen Herkunft teilnahmeberechtigt war, und gewann das Turnier punktgleich mit Henry Ernest Atkins, den er im Stichkampf mit 2,5-1,5 besiegte. 1905 spielte er zwei Wettkämpfe: Gegen Jacques Mieses erzielte er ein Unentschieden (4:4 bei 2 Remisen), gegen Teichmann verlor er 1:5 bei 4 Remisen.
Danach zog er sich aus der internationalen Turnierarena zurück. Er erhielt 1908 die amerikanische Staatsbürgerschaft und machte Karriere bei einer Versicherungsfirma. Er heiratete Florence Gillespie, eine Nichte des mit ihm befreundeten Schachmeisters Pillsbury, mit der er später zwei Töchter hatte. Er nahm weiterhin Anteil am Schachleben, spielte aber keine bedeutenden Turniere mehr. Als er im Alter von 71 Jahren starb, war sein Schachruhm fast vergessen.
Seine beste historische Elo-Zahl war 2662 im Juni 1906. Er lag damit auf Platz 11 der Welt.

## Partie
Napier selbst bezeichnete eine Verlustpartie als beste seiner Karriere. Er spielte sie in der dritten Runde des Turniers von Cambridge Springs 1904 mit den schwarzen Steinen gegen den damaligen Weltmeister Emanuel Lasker. Dieser musste in einem taktischen Handgemenge sein ganzes Können zeigen. Napier zeigte sich besonders davon beeindruckt, dass Lasker trotz großer Zeitnot nie die Übersicht verlor. Lasker sagte hinterher zu seinem jungen Gegner: Es ist Ihre Glanzpartie, auch wenn ich sie gewonnen habe.
Lasker – Napier
1. e2–e4 c7–c5 2. Sb1–c3 Sb8–c6 3. Sg1–f3 g7–g6 4. d2–d4 c5xd4 5. Sf3xd4
Nun ist die Beschleunigte Drachenvariante entstanden.
Lf8–g7 6. Lc1–e3 d7–d6 7. h2–h3 Sg8–f6
Nunmehr ist die Drachenvariante entstanden.
8. g2–g4 0–0 9. g4–g5 Sf6–e8 10. h3–h4 Se8–c7 11. f2–f4 e7–e5 12. Sd4–e2 d6–d5 13. e4xd5 Sc6–d4 14. Se2xd4 Sc7xd5 15. Sd4–f5 Sd5xc3 16. Dd1xd8 Tf8xd8 17. Sf5–e7+ Kg8–h8 18. h4–h5 Td8–e8 19. Le3–c5 g6xh5 20. Lf1–c4 e5xf4 21. Lc4xf7 Sc3–e4 22. Lf7xe8 Lg7xb2 23. Ta1–b1 Lb2–c3+ 24. Ke1–f1 Lc8–g4 25. Le8xh5 Lg4xh5 26. Th1xh5 Se4–g3+ 27. Kf1–g2 Sg3xh5 28. Tb1xb7 a7–a5 29. Tb7–b3 Lc3–g7 30. Tb3–h3 Sh5–g3 31. Kg2–f3 Ta8–a6 32. Kf3xf4 Sg3–e2+ 33. Kf4–f5 Se2–c3 34. a2–a3 Sc3–a4 35. Lc5–e3 Schwarz gab auf. 1:0

## Schriften
- Napier’s Amenities and Background of Chess-Play, drei Bände. Brooklyn 1934 (Band 1 und 2) und 1935 (Band 3). 
  - Postume Neuausgabe unter dem Titel Paul Morphy and The Golden Age of Chess. New York 1957, Nachdruck 1971.